# Ophaalbrug
Een ophaalbrug of wipbrug is een beweegbare brug. Hij gaat open door rotatie om een horizontale as evenwijdig aan het water. Historisch gezien is de ophaalbrug uit de valbrug ontstaan. In tegenstelling tot een valbrug beschikt een ophaalbrug over contragewichten, zodat het openen veel minder energie vereist.

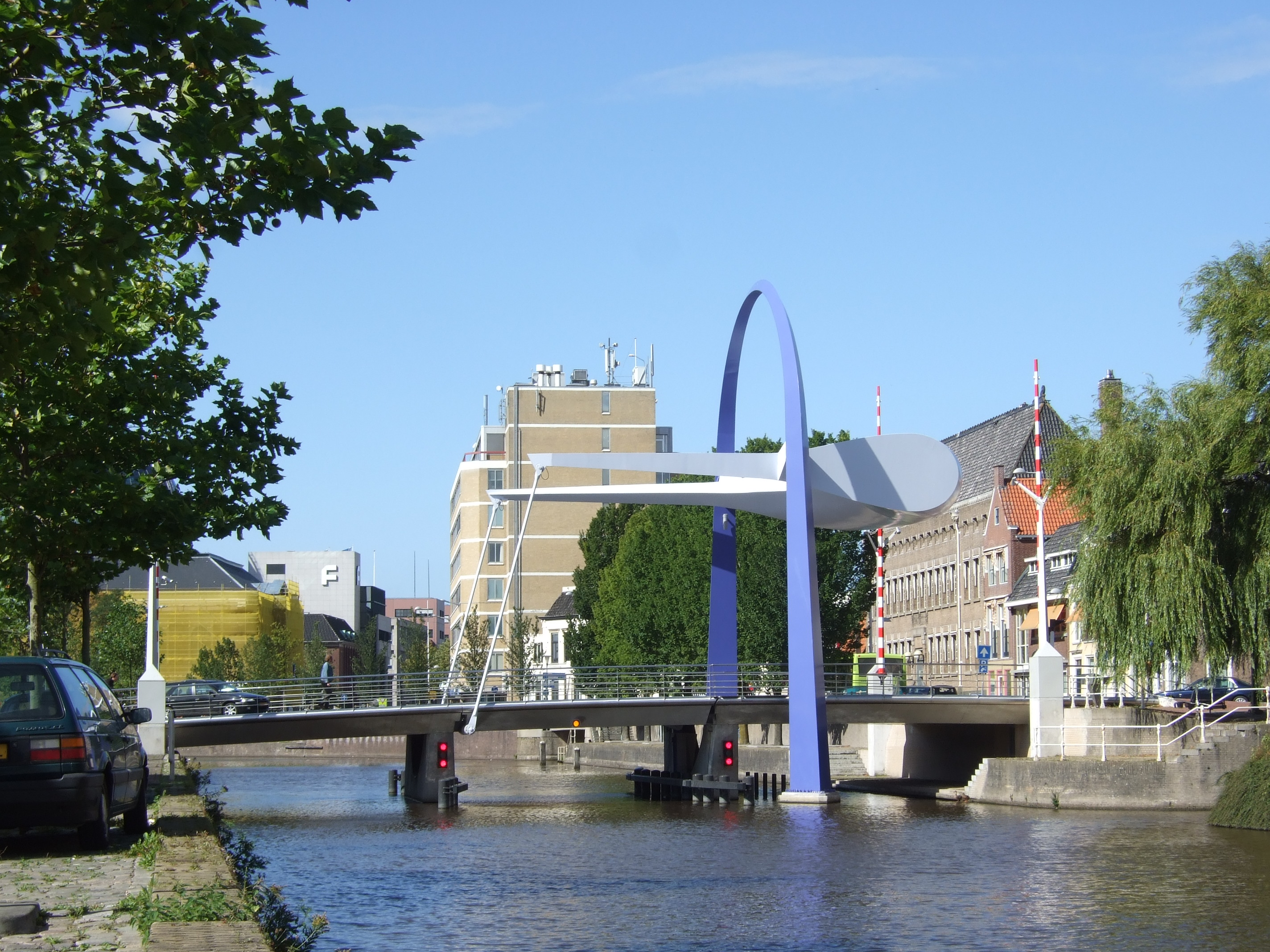
De Poortbrug te Leeuwarden overbrugt de voormalige stadsgracht

In tegenstelling tot de basculebrug, de valbrug en de oorgatbrug, heeft de ophaalbrug twee scharnieren. Aan het onderste scharnier is het wegdek verbonden. Boven het scharnier staat een portaal, de hameipoort. Aan deze hameipoort is een draaiende arm, de balans, bevestigd. Aan de ene kant van de balans hangt het contragewicht, de balanskist, aan de andere kant is de arm verbonden met de punt van het brugdek. Als de brug omhoog gaat, draaien de balans en het brugdek dus parallel.
Het nadeel van een traditionele ophaalbrug is dat deze een beperkte doorrijhoogte heeft. Vandaar dat de balanskist soms niet tussen de beide armen hangt maar aan de armen zelf, zonder dat de armen met elkaar zijn verbonden. Er zijn dan dus twee balanskisten.
Op het basisontwerp van de ophaalbrug zijn vele varianten gemaakt. Ze worden zowel dubbel draaiend (met twee afzonderlijke brugdekken) als enkel draaiend en met een diagonaal brugdek uitgevoerd. In het laatste geval is er maar één toren of hameistijl, die naast de weg staat.
Het draaipunt van de balans met de balanskist kan zowel achter de hameipoort vallen (zoals op de foto), of er recht boven. Dit laatste systeem wordt als een 'Amsterdams type' aangeduid. Het voordeel hiervan is dat de toren alleen op druk wordt belast. Als het draaipunt achter de kolom valt wordt de toren excentrisch belast; dit geeft zowel druk als buiging.
Als een ophaalbrug goed in balans is kan deze met menskracht worden geopend (door te trekken aan een ketting die aan de balanskist vast zit) en gesloten worden (door de ketting los te laten en eventueel tegen het schuin staande brugdek op te lopen). Atmosferische omstandigheden zoals wind of neerslag kunnen de balans en daardoor het openen of sluiten verstoren.
Als ophaalbruggen elektrisch worden geopend en gesloten, bevindt zich vaak een elektromotor met een tandwiel of rondsel ongeveer op halve hoogte in de hameistijlen. Deze grijpt in een tandheugel die scharnierend aan het brugdek is gemonteerd. Op de foto is deze constructie ook te zien. De tandheugel is vaak niet recht, maar met een kromming aan het eind, als een hockeystick - dit is om de elektromotor tijd te geven op toeren te komen en de brug geleidelijk op te halen (en neer te laten).
Na sluiting van de brug moet de val vergrendeld worden om ongewenst opwippen tijdens passage van verkeer te voorkomen.